# Sthenoteuthis pteropus
Encornet dos orange
Espèce
Statut de conservation UICN

 LC  : Préoccupation mineure
Sthenoteuthis pteropus, l’encornet dos orange, est une espèce de mollusque céphalopode de la famille des Ommastrephidae, un calmar qui vit dans l'océan Atlantique.

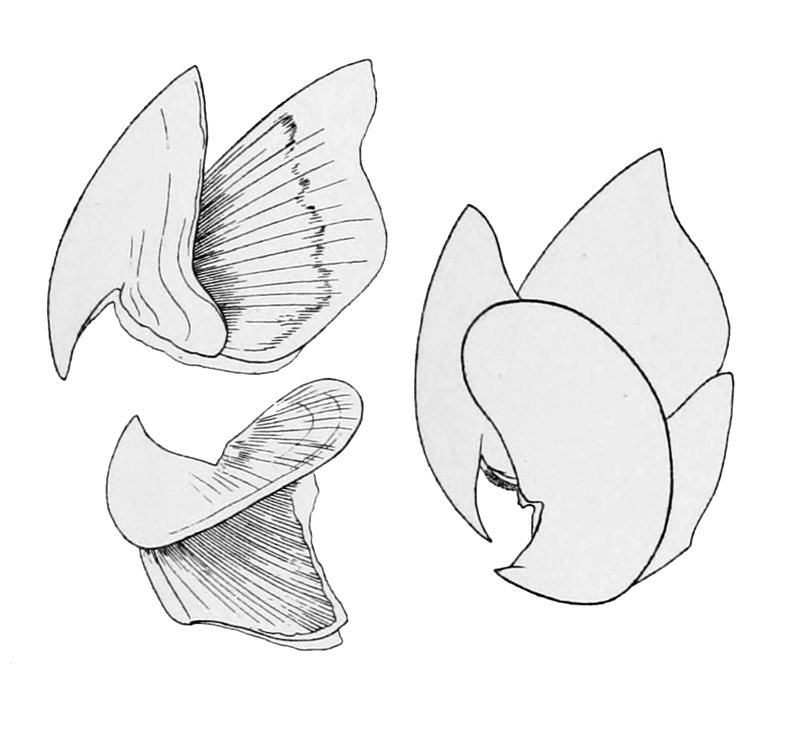
Bec.

Ceux-ci ont la faculté de se déplacer en pleine mer hors de l'eau en utilisant leurs nageoires et tentacules comme ailes et leur siphon comme propulseur, de même sans doute que d'autres espèces comme Dosidicus gigas et Illex illecebrosus, ainsi qu’Ommastrephes bartramii,.